# Akas
Os akas, também conhecidos como Hrusso, são encontrados na área Thrinzo em Kameng Ocidental e Kameng Oriental do estado indiano de Arunachal Pradesh. A sua língua pertence à família tibeto-birmanesa.

## Estilo de vida
Para conveniência à administração, o povo aka elege um chefe, que geralmente age como o mestre da vila. A poligamia é muito praticada na sua sociedade patrilinear, e casamentos entre primos são aceitos. Como a maioria das tribos, os akas têm um sistema básico de castas: o aristocrata, Kutsun, e o homem do povo, Kevatsum.
Os akas praticam rotação de culturas e criam animais domésticos como o Mithun. Cabanas temporárias, para acomodar garotos jovens, são construídas perto do campo para proteger as plantações de animais. O alimento principal dos akas é milho e painço. Eles plantam folhas, grãos de leguminosas, batata e arroz. Bebidas locais feitas de milho e painço fermentados incluem o Leo pani, o Mingri e o Aarah.
Os akas vivem em casas feitas de bambu, madeira e cana. Erguidas em plataformas de 184 centímetros acima do chão, as casas akas são sub-divididas em três seções. O armazém é construído separado da casa.

## Cultura
Os Aka compartilham fortes afinidades culturais com os mijis, e casamentos entre estes e os aka são prevalentes.
Séculos de vaishnavismo e influência tibetana intermitente dos Sherdukpen modelaram a cultura aka na sua forma contemporânea. Artesanato, tecelagem de cestos e esculturas em madeira são as principais formas de arte entre a tribo aka.
Contatos tibetanos intermitentes são evidenciados pelo fato de que os akas e os mishmis são conhecidos como "Khakhra" (que significa "bárbaros") para os tibetanos.

## Vestimenta
A vestimenta aka reflete profundamente a sua cultura indígena. Muitas restrições existem na vestimenta aka: essas restrições incluem o uso da seda assamesa e do chapéu arredondado tibetano, que são usados pelos aristocratas.
Ambos os sexos mantêm cabelo longo. Geralmente, a maioria dos homens usa uma toga assamesa, enquanto as mulheres usam uma longa peça de roupa vermelha que cobre o corpo inteiro. O creme indígena Lingchong serve como cosmético para as mulheres aka.
Ornamentos prateados têm um papel importante no vestuário feminino aka. São usados brincos em forma de vaso e, para as mais ricas, uma faixa prateada é vestida por volta da cabeça.
Tatuagem de rosto também é outra característica notável entre alguns akas. Especialmente no caso das mulheres, eles tatuam o rosto com uma linha reta da testa até o queixo.

## Religião
Os akas são seguidores da religião Donyi-Polo em que acreditam em um ancestral principal, Abo-Teni. Entretanto, séculos de influências budistas e hindus modelaram os rituais religiosos da sua religião. Superstições e mágica têm um importante papel na sua religião. O Shizhou provou ser a forma de ritual de mágica mais popular entre os akas, e qualquer um que estiver zangado pode conduzir rituais Shizhou no seu inimigo.
Os rituais de Shizhou involvem matar um cachorro, drenar o sangue da sua cabeça, e ou respingar algumas gotas desse sangue no inimigo, ou na casa do inimigo, ou queimá-las na lareira do inimigo. Se o ritual der certo, o inimigo deverá perder a sua vida.